# 横塚浩平
横塚 浩平（よこつか こうへい、1994年8月8日 - ）は、東京都出身のプロロードレース選手。

## 来歴
大学への通学のためにロードバイクを購入したことがきっかけで、20歳で自転車競技を始める。
2017年には、チャレンジサイクルロードレースで優勝。同年のジャパンカップサイクルロードレース オープンレースでも優勝を飾った。
2018年にTeamUKYOに加入し、プロとしてのキャリアをスタートさせた。
2019年の全日本自転車競技選手権大会ロードレースでは3位に入賞した。
2022年、VC福岡に移籍。
2023年、富士クリテリウムチャンピオンシップで優勝した。同年、トルコで開催されたツアー・オブ・イギドでは総合9位に入っている。

## 主な成績
2017年
- チャレンジサイクルロードレース 優勝
- JBCF やいた片岡ロードレース 優勝
- ジャパンカップサイクルロードレース オープンレース 優勝

2019年
- 全日本自転車競技選手権大会 ロードレース 3位
- ツール・ド・フィリピナス 総合7位
- おおいたアーバンクラシック 8位

2023年
- 富士クリテリウムチャンピオンシップ 優勝
- ツアー・オブ・イギド 総合9位

2024年
- ツアー・オブ・アランヤ 8位